# Carl von Linde
Carl Paul Gottfried von Linde (født 11. juni 1842, død 16. november 1934) var en tysk professor i ingeniørvidenskab, som opfandt den mekaniske køling (køleskab). Opfindelsen blev afprøvet først på et bryggeri i München, hvorefter øl ikke længere var en sæsonvare. Linde grundlagde virksomheden Linde AG.